# Alta Via 7

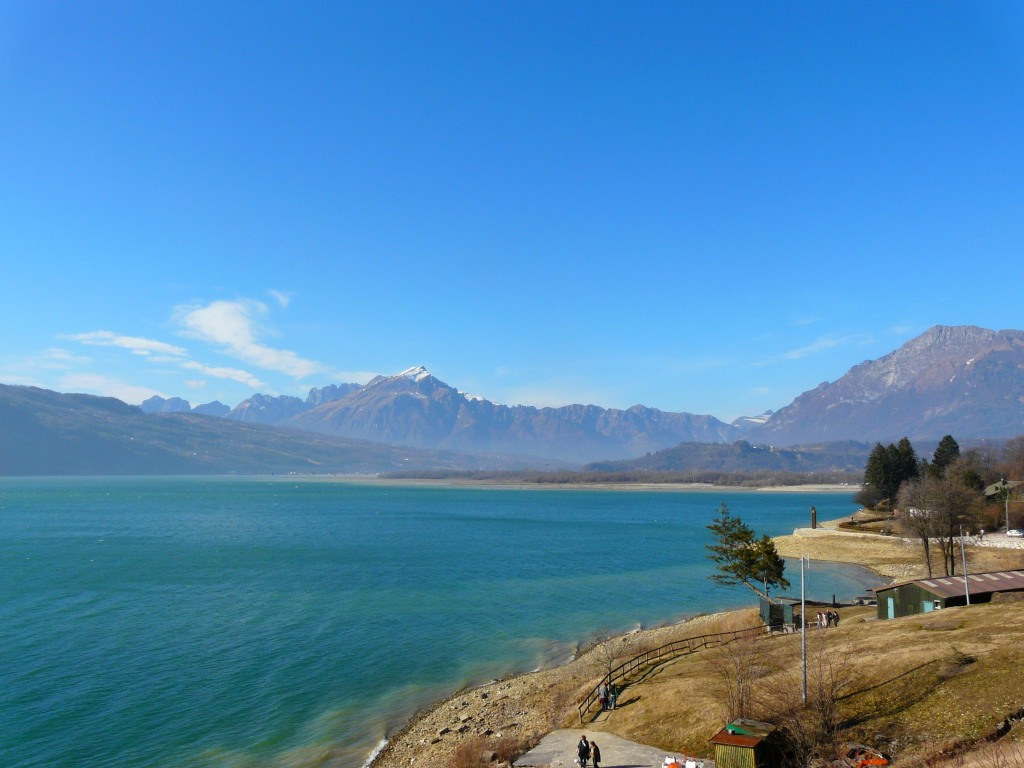
Lago di Santa Croce

Alta Via 7 je vysokohorská (2000 m n. m.) stezka vedoucí oblastí Dolomit z Rifugio Dolomieu al Dolàda do Tambre d’Alpàgo. Stezka v podstatě obchází údolí kolem Lago di Santa Croce.
Celá stezka je dlouhá 36 km s převýšením 3 100 m. Je značená červeným trojúhelníkem s číslicí 7 ve středu a v Itálii obvyklým červenobílým značením. Cesta je dobře udržovaná a na několika málo exponovaných místech je zajištěna ocelovými lany. Stezka vede po úzkém, až žiletkovém hřebeni. Stezka se chodí v období, kdy na ní neleží sníh, což vzhledem k nadmořské výšce je cca od poloviny června do poloviny září.
Většina turistů stezku chodí ve směru ze severu na jih. Absolvování trasy obvykle zabere 5 dnů.
Podél stezky jsou dvě horské chaty (rifugio) a dva bivaky. Často lze i tábořit ve stanu vedle chat.

## Mapy
- Trasa po jednotlivých etapách na openstreetmap
- Celá trasa na Waymarked Trails